# Agence nationale pour la gestion des déchets radioactifs
Pour les articles homonymes, voir Andra et Agence nationale de gestion des déchets.
L'Agence nationale pour la gestion des déchets radioactifs (ANDRA) est un établissement public à caractère industriel et commercial (EPIC) chargé de la gestion des déchets radioactifs en France.

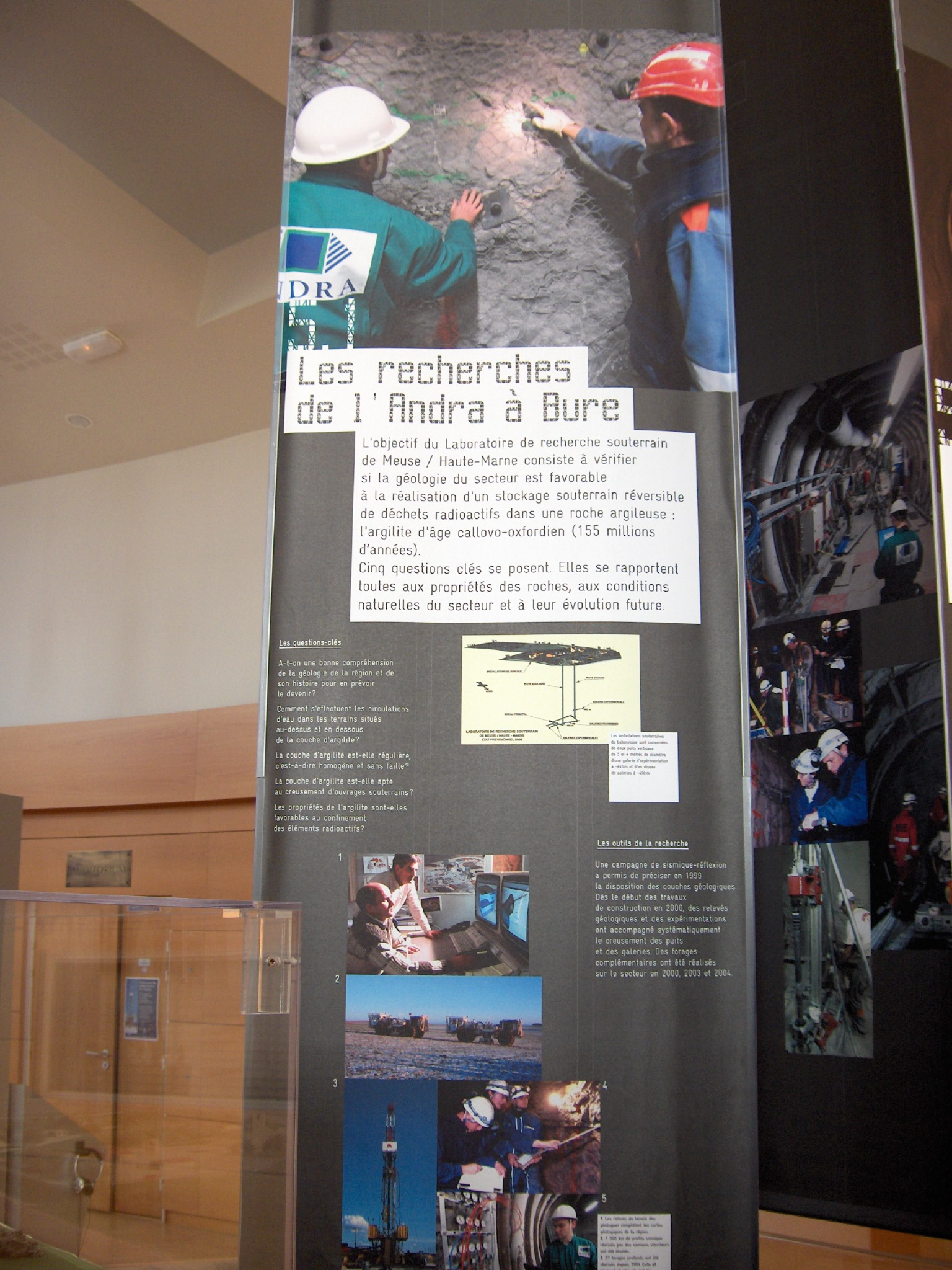
Présentation des recherches de l'ANDRA au laboratoire de recherche souterrain de Meuse/Haute-Marne, à Bure.

Placée sous la tutelle des ministères chargés de la Recherche, de l'Industrie et de l'Environnement, l'ANDRA mène de façon complémentaire une mission industrielle, une mission de recherche et une mission d'information.
Le financement de l'ANDRA est assuré en majeure partie par les producteurs de déchets radioactifs.
L'ANDRA assure la maîtrise d'ouvrage du projet Cigéo de stockage souterrain de déchets radioactifs à vie longue.

## Implantations géographiques
L'ANDRA est actuellement implantée sur cinq sites :
- le siège social, à Châtenay-Malabry (92) ;
- le centre de stockage de la Manche, à la Hague (commune déléguée de Digulleville) (50), qui a accueilli les colis de déchets de 1969 à 1994 et est aujourd'hui en phase de surveillance ;
- le centre de stockage de l'Aube, à Soulaines-Dhuys (10), qui accueille les colis de déchets de faible et moyenne activité à vie courte ;
- le centre de stockage de Morvilliers (10), qui accueille les déchets de très faible activité (TFA) ;
- le laboratoire de recherche souterrain de Meuse/Haute-Marne, à Bure (55), dont la vocation est l'étude de la faisabilité d'un stockage géologique profond, en formation argileuse, des déchets de moyenne et haute activité.

Elle publie tous les trois ans un Inventaire national des matières et déchets radioactifs, puis tous les 5 ans à la suite du débat public de 2019, sous le nom de Plan National de Gestion des Matières et Déchets Radioactifs. Les trois premiers inventaires ont été critiqués pour ne pas contenir d'informations sur les sites nucléaires militaires. L'édition de 1996 évoque 29 sites relevant du ministère de la défense et contenant des déchets nucléaires, et l'édition de 1997 en recense 45.

## Partenariats

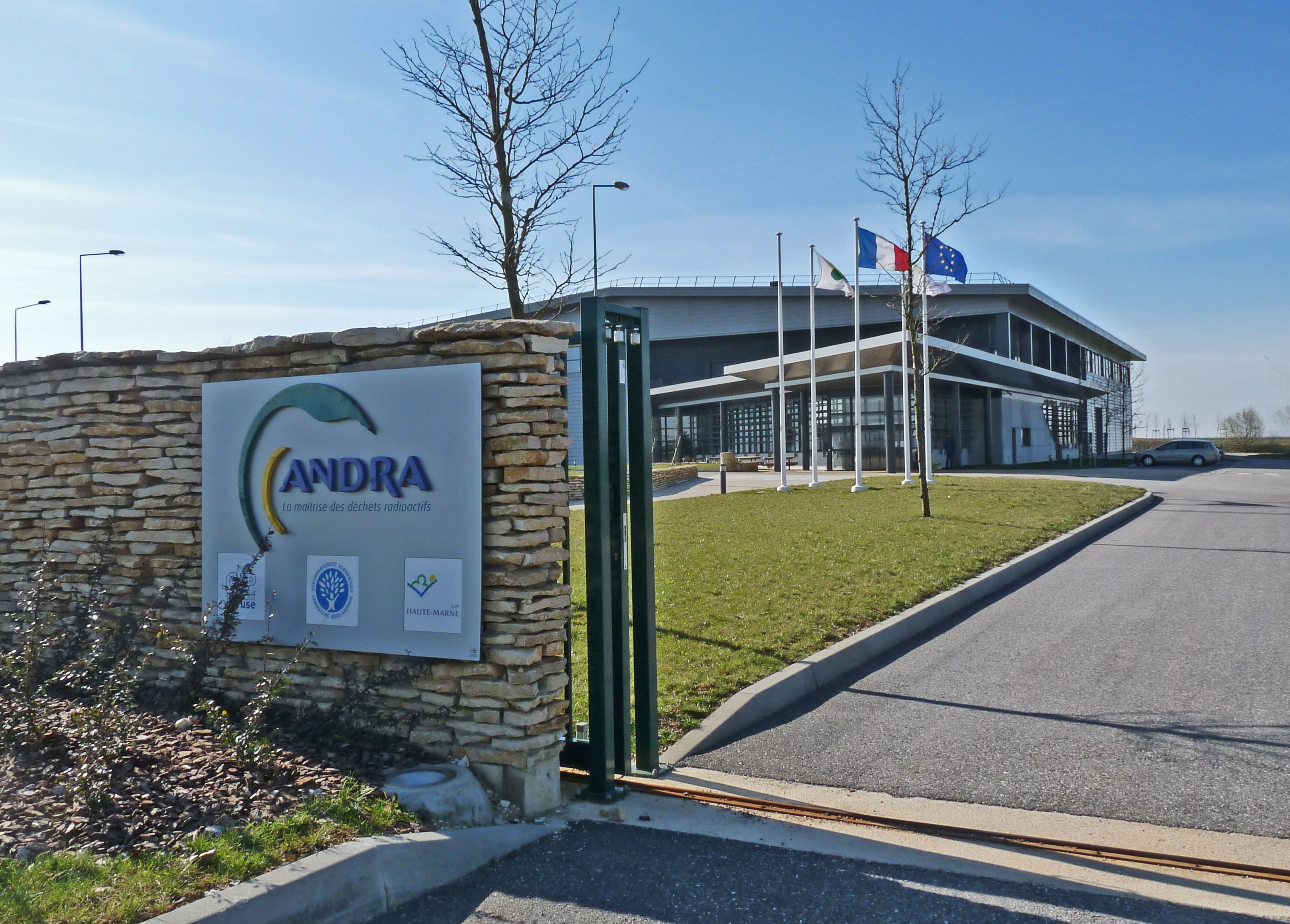
Espace technologique de Saudron

L'ANDRA développe des partenariats public-public ou public-privé avec d'autres organismes. Par exemple :
- Le 4 septembre 2009, un accord de partenariat est signé avec l'INRIA sur la simulation numérique, pour mieux anticiper les phénomènes qui interviendront dans le vieillissement des stockages de déchets radioactifs sur des durées allant du siècle au million d'années.
- Le 29 avril 2010, l'Institut national de la recherche agronomique (Inra) a signé un accord de partenariat avec l'Andra pour l'étude des dynamiques évolutives des écosystèmes terrestres et aquatiques, et évaluer et modéliser l'impact sur la biodiversité des changements globaux et des activités humaines, avec l' Observatoire pérenne de l'environnement (OPE), de l'Andra, qui depuis 2007 observe plusieurs milliers d'hectares en Meuse et Haute-Marne, pour un siècle au moins[4].
- Le 3 août 2010[5], une nouvelle convention État-Andra est signée, dans le cadre du Programme d'investissements d'avenir (financé par l'emprunt) et du Plan national de gestion des matières et déchets radioactifs 2010-2012. À cette occasion, 100 millions d'euros sont promis à l'Andra pour financer deux projets visant à réduire le volume et la dangerosité de certains déchets radioactifs difficiles à stocker ; il s'agit de :
  - mieux recycler, au sein de la filière nucléaire, des métaux radioactifs (ferrailles) de très faible activité issus du démantèlement d'installations nucléaires ; il s'agit d'en faire des matières premières par exemple de conteneurs de déchets radioactifs en fonte et/ou en acier, destinés aux centres de stockage de l'Andra ou de les intégrer dans des ouvrages de stockage (portes, bouchons…) du Centre de stockage de déchets de très faible activité (CSTFA) exploité par l'Andra dans l'Aube. Selon l'Andra, ceci « permettrait d'économiser jusqu'à 130 000 m3 de capacité de stockage »[5].
  - améliorer le traitement et conditionnement de certains déchets plus difficiles à stocker (gaz, liquides, matières organiques…). il s'agit aussi de mieux traiter, inerter et stocker des déchets aujourd'hui sans filière (produit par de petits producteurs), « et d'obtenir des formes physico-chimiques les plus inertes possibles par rapport aux exigences de stockage. Les volumes de déchets pour lesquels un traitement serait nécessaire sont encore assez limités, mais une production conséquente est attendue dans les années à venir[5] ».

## Histoire
L'Andra est créée en novembre 1979 au sein du CEA.
En juillet 1991, le rapport Desgraupes suggère que l'Andra soit mieux associée à la gestion des déchets radioactifs, y compris les stériles miniers, le statut de cet organisme (article 2 de l'arrêté du 7 novembre 1979) lui donnant d'ailleurs compétence sur toutes les opérations de gestion à long terme des déchets radioactifs.
En 1983, l'ANDRA sélectionne vingt-huit sites dont la géologie serait favorable à l'installation d'un centre de stockage souterrain pour les déchets radioactifs à haute activité et à vie longue. De vives oppositions locales contraignent l'Andra à abandonner les recherches sur ces sites.
En 1991, la loi Bataille donne à l'Andra son indépendance par rapport au CEA, avec le statut d'établissement public à caractère industriel et commercial. L'Andra est notamment chargée « de concevoir et de réaliser les nouveaux centres de stockage compte tenu des perspectives à long terme de production et de gestion des déchets et d'effectuer toutes études nécessaires à cette fin, notamment la réalisation et l'exploitation de laboratoires souterrains destinés à l'étude des formations géologiques profondes. » L'Andra installe son siège social à Châtenay-Malabry.
En 2003, l'ANDRA choisit d'inscrire certaines de ses archives sur du papier permanent avec de l'encre résistante, censé garantir une préservation de l'information pendant au moins 300 ans, afin de se conformer au décret no 2003-30 du 10 janvier 2003 qui oblige le centre d’enfouissement de déchets radioactifs de la Manche à pérenniser l'information relative aux déchets stockés au-delà de sa fermeture.
Dans le cadre du démantèlement des centrales nucléaires françaises, l'ANDRA lance un appel d'offres en septembre 2015 dans le but de développer les solutions technologiques les plus innovantes visant à réduire au minimum l'impact en termes de déchets nucléaires. Selon les estimations, le démantèlement des centrales va générer 2,1 millions de mètres cubes de déchets. Le Conseil constitutionnel censure le 5 août 2015 l’insertion dans la loi pour la croissance, l'activité et l'égalité des chances économiques, dite loi Macron, d’un article définissant la réversibilité adopté au Sénat le 18 avril précédent sur proposition de Gérard Longuet, au motif qu’il ne présente pas de lien, même indirect, avec les dispositions figurant dans le projet de loi. Cette disposition est toutefois reprise dans la loi fixant le cadre du projet Cigéo adoptée en juillet 2016.
Au projet de loi de finances 2017, le budget de l'ANDRA est imputé sur le programme budgétaire 174  ENERGIE, CLIMAT ET APRES-MINES du Ministère de l'Ecologie.

### Cigéo
En 1999, l'ANDRA est chargée par l'État de créer un laboratoire souterrain pour l'étude du stockage des déchets radioactifs dans le sous-sol de la commune de Bure, et à l'exploiter jusqu'en 2006. Le projet consiste à tester le stockage en profondeur (500 mètres de profondeur), dans une couche d’argile, des déchets classés parmi les plus dangereux de l'activité nucléaire, une solution visant à les rendre inoffensifs d'ici 100 000 ans. Elle achète progressivement les terrains concernés et crée à Saudron un centre pour exposer au public les principes de l'enfouissement. 1 650 mètres de souterrains sont construits.
La construction de ce laboratoire souterrain provoque une forte opposition chez certains des riverains concernés. En échange de l'utilisation du sous-sol, l'ANDRA consacre une enveloppe budgétaire de 5 millions de francs français par an à l'aide aux communes (10 millions en 1997), et promet 60 millions de francs français en cas de construction du laboratoire.[Passage à actualiser] Les opposants au projet y voient une tentative de corruption des responsables politiques de la région.
En décembre 2002, la SGN et la COGEMA signent un contrat cadre avec l'ANDRA portant sur la faisabilité du projet.
L’Andra précise que, sous réserve de l'obtention des autorisations nécessaires, elle propose de suivre le calendrier prévisionnel suivant :
- 2015 : remise à l'État d'une proposition de plan directeur pour l'exploitation de Cigéo, et à l'ASN d'un dossier d'options de sûreté et d'un dossier d'options techniques de récupérabilité, afin de préparer l'instruction de la demande d'autorisation de création de Cigéo ;
- 2019 : dépôt de la demande de déclaration d'utilité publique par l'Andra ;
- 2030 : démarrage de la construction du stockage ;
- 2035 : démarrage de l'installation par une phase industrielle pilote.

## Gouvernance

### Direction
- 2005 - 2014 : Marie-Claude Dupuis[19]
- 2014 - 2024 : Pierre-Marie Abadie[20]
- Depuis 2025 : Lydie Evrard [21]

### Conseil d'administration
Le conseil est composé de 23 membres : deux représentants du Parlement ; six représentants de l’État ; sept personnalités qualifiées ; huit représentants des salariés de l’Agence. Depuis le 9 mai 2019, il est présidé par Adolphe Colrat, préfet hors classe.

### Conseil scientifique
Le Conseil scientifique est créé par loi du 30 décembre 1991. Il est composé de douze membres au plus, nommés pour cinq ans. Les membres sont des experts français et étrangers, femmes et hommes, choisis par les Ministères, sur proposition de l’Andra. Le Conseil scientifique émet des avis sur la stratégie, les programmes de recherche et les résultats présentés par l'Agence.

## Communication
L'agence déclare disposer d'un budget communication d'un peu plus d'1 million d'euros par an.

### Activité de lobbying en France
Pour l'année 2020, l'agence déclare à la Haute Autorité pour la transparence de la vie publique exercer des activités de lobbying en France pour un montant qui n'excède pas 200 000 euros.

### Promotion des activités de l'agence
L'ANDRA édite et diffuse un journal gratuit (200 000 exemplaires) ainsi que des contenus pédagogiques destinés aux enseignants.
Elle finance des vidéo-blogueurs (Simon Puech, Anonimal, David Sheik), l'entreprise Play Bac (2010 et 2017) et le journal Usbek & Rica (coproduction du média en ligne "Les Arpenteurs") afin de promouvoir le projet Cigéo,.

## Homologues étrangers
- Allemagne
  - DBE : Deutsche Gesellschaft zum Bau und Betrieb von Endlagern für Abfallstoffe mbH
  - BfS : Bundesamt für Strahlenschutz
- Belgique
  - ONDRAF : Organisme national des déchets radioactifs et des matières fissiles enrichies.
  - SCK-CEN : Centre d'étude de l'énergie nucléaire
- Canada
  - SGDN : Société de gestion des déchets nucléaires (NWMO : Nuclear Waste Management Organization)
  - OPG : Ontario Power Generation (principal producteur)
- Chine
  - CNNC : China National Nuclear Corporation
- Corée
  - KEPCO : Korean Electric Power Corporation
  - KAERI : Korea Atomic Energy Research Institute
- Espagne
  - ENRESA : Empresa Nacional de Residuos Radioactivos
- États-Unis
  - US-DOE : US Department of Energy
  - OCRWM : Office of Civilian Radioactive Waste Management
- Finlande
  - POSIVA OY : Expertise on nuclear waste management
- Grande-Bretagne
  - BNFL : British Nuclear Fuel Limited
  - RWM : Radioactive Waste Management
  - NWS : Nuclear Waste Services[26]
- Italie
  - ENEA : Ente per le Nuove tecnologie, l'Energia el'Ambiante
- Japon
  - JNFL : Japan Nuclear Fuel Ltd.
  - NUMO : Nuclear Waste Management Organization of Japan
  - RWMC : Radioactive Waste Management funding and research Center
- Suède
  - SKB : Svensk Kärnbränslehantering AB
  - KASAM : Swedish National Council for Nuclear Waste
- Suisse
  - Nationale Genossenschaft für die Lagerung radioaktiver Abfälle  (société coopérative nationale pour le stockage des déchets radioactifs)

### Filmographie
- L'Histoire de l'Andra ou l'invention d'un métier, 20 min (DVD)